# 皮德利斯基 (羅日謝區)
50°51′58″N 25°15′40″E / 50.86611°N 25.26111°E
皮德利斯基（烏克蘭語：Підліски），是烏克蘭的村落，位於該國西部沃倫州，由盧茨克區負責管轄，面積0.24平方公里，海拔高度178米，2001年人口16，人口密度每平方公里66.67人。